# 박현철 (법조인)
박현철(朴賢哲, 1971년~)은 대한민국의 법조인, 검사이자 서울고등검찰청 차장검사(검사장)이다.

## 생애
1971년 경남 통영시 산양면 금평마을에서 태어났다. 금평마을은 백재권 교수가 '봉황 혹은 공작‘이 알을 품고 있는 형국의 봉황포란(鳳凰抱卵) 명당'이라 평했던 곳이다.
통영고등학교 제44회 졸업하고, 육군 병장 전역 후 1999년 제41회 사법시험에 합격하고, 2000년에 고려대학교 법학과를 졸업하였다. 2002년에 사법연수원 제31기로 수료 후 바로 서울중앙지검 검사로서 임관했다.
초임지인 서울 중앙지검 근무시 `이미테이션 관광'에 상표법 위반 수사 초대형 불법 다단계 판매조직 회장 주수도 수사참여 다단계 SMK 실소유주 이광남 구속수사 등에 참여한다.
2004년 두번째 부임지인 공주지청 검사시절 17대 총선 당선자였던 열린우리당 오시덕 당선자를 7명의 선거운동원들에게 2,600만원의 활동비를 지급한 뒤 유권자들에게 금품과 향응을 제공하도록 한 혐의로 기소한다.
2012년 주 호치민 총영사관에 파견되었다.
2017년 부임한 밀양지청장 재직시 부곡하와이 관련 수사를 하였다.
2018년 1월 26일 발생하여 사망 50명, 부상 109명 등 사상자가 159명이나 발생한 밀양 세종병원 화재 사고 수사를 담당하였다. 이와 관련해 법인 이사장 손모(56)씨, 세종병원 총무과장이자 소방안전관리자 김모(38)씨, 세종병원 행정이사 우모(59·여)씨 등 3명을 구속기소하고, 병원장 석모(53)씨, 밀양시 보건소 공무원 1명과 전직 밀양시 보건소 공무원 1명 등 9명을 불구속 기소한다.
2018년 압류를 피하려고 거액의 매출을 빼돌리고 등기임원에 불과한 오너 일가에게 장기간 거액의 급여를 준 혐의(특경법상 배임, 강제집행면탈 및 여신전문금융업법 위반)로 L리조트 그룹 관련자들을 기소한다.
2019년 윤석열 검찰총장 취임 후 대검 정책기획과장으로써 근무하였다. 추미애 법무부장관 등이 강하게 검찰개혁을 추진하던 때로 검찰총장의 입장을 법무부에 전하는 등의 역할을 한 바 있다. 이로 인해 임기 후 중앙지검 배치를 요청한 총장의 의견을 무시하고 서부지검에 배치되어 당시 검찰총장이 대노한 바 있다고 한다.
2020년 10월 29일 박현철은 서울서부지검 형사1부 부장검사로써 강의 중 일본군 위안부를 ‘매춘’이라는 취지로 언급한 류석춘 전 연세대 교수를 명예훼손 혐의로 불구속 기소한다.
2020년 12월 1일 서울서부지방검찰청(검사장:노정연)은 시민단체 '법치주의 바로 세우기 행동연대'(법세련)이 추미애 장관을 "윤석열 검찰총장에 대해 직무배제 및 징계 청구, 수사 의뢰를 한 것은 권한을 남용하여 총장의 권리행사를 방해하고 감찰 관계자들에게 의무 없는 일을 하게 한 것"이므로 '직권남용권리행사방해죄'로 고발한 사건에 대해 형사1부(박현철 부장검사)에 배당하여 수사에 착수하였다.
2021년 5월 3일 서부지검 형사 제1부장검사로써 '한동훈 검사장(법무연수원 연구위원) 명예를 훼손한 혐의'로 유시민 노무현재단 이사장을 불구속 기소한다.
2022년 서울중앙지검 형사 제2부장검사로써 △식품·보건·의료·원료·제조물 결함 사건 중대재해 전담검사로 임명된다.
2021년 9월 14일 서울중앙지검 형사2부장검사 박현철은 홍원식 전 남양유업 회장과 남양유업 직원 2명, 한 홍보대행업체 대표를 2019년 3월부터 7월까지 홍보대행사를 통해 인터넷에서 타인의 아이디로 “우유에서 쇠 맛이 난다” “우유 성분이 의심된다” 등 허위사실을 인터넷 게시판과 육아정보 카페에 매일유업 제품을 비방하는 댓글을 달도록 지시한 업무방해와 정보통신망법상 정보통신망침해 혐의로 벌금형에 약식기소한다. 남양유업 법인도 홍 전 회장과 함께 약식기소됐다.
2022년 5월 6일 서울중앙지검 박현철 형사2부장검사는 한명숙 전 국무총리 모해위증 사건과 관련해 공무상비밀누설 혐의로 고발된 임은정 담당관 사건에서 고위공직자범죄 혐의가 발견돼 공수처법 25조 2항에 따라 사건을 이첩한다.
2022년 6월 28일 이루어진 검찰인사에서 대검찰청 대변인에 임명되었다.
2023년 6월 검찰방송을 검찰나우라는 명칭으로 재런칭한다. 또한 국민들에게 한결 가까이 다가가라는 이원석 검찰총장의 철학을 반영하여, 검찰수사관이 예산을 들이지 않고 만든 검찰티콘을 출시하여 10분 만에 동이나게 하였다.
대변인 시절 검찰총장의 청렴 강의 및 새내기 검사 대상 강의 등의 유튜브 강의 및 다수의 쇼츠를 제작하여 홍보하였다고 한다.
2023년 9월 20일에 실시한 검찰 중간간부 인사에서 2023년 9월 25일자로 서울중앙지방검찰청 제2차장검사로 영전하였다.
2024년 5월 13일에 실시한 검찰 고위간부 인사에서 2024년 5월 16일자로 서울고등검찰청 차장검사로 검사장으로 승진하였다.

## 여담
백재권 교수가 '대한민국 대통령의 상징인 봉황 혹은 공작이 알을 품고 있는 형국의 봉황포란(鳳凰抱卵) 명당'이라 평했던 금평마을(통영) 출신으로 이영남 변호사는 아랫담, 박현철 검사는 웃담 출신이라고 한다.
대변인 시절 주요 간부 중 검찰연구관 등으로 가장 긴 대검찰청 근무 경력을 자랑했다.
대검찰청 내 주요 '기획통'으로 평가받는다고 한다.
대검찰청 연구관 시절 공정거래 등 기업관련 수사에 관해 주요 경력을 쌓은 바 있다고 한다. 검찰이 관심을 가져온 공정거래위원회의 전속고발제도, 담합사건 조사 협력 방안 등과 함께 대검 내 공정거래 사건 지휘부 신설 등에 대한 의견을 내온 바 있다고 한다.
정보분야 블루벨트 인증 검사이다.
대검찰청 대변인 부임 이후 2017년 이후 죽어있던 대검찰청 트위터 계정이 살아나는 등 SNS 홍보가 활발해지고 있으며, 대검방송에 펭수가 출현하는 등 다각도로 능력을 발휘하고 있다. 이로 인해 2023년 4월 현재 대검방송 유튜브의 구독자수가 4만명을 넘은 바 있다.

## 경력
- 1990.2.           통영고등학교 졸업
- 1999.11.          제41회 사법시험 합격
- 2000.2.           고려대학교 법학과 졸업 (92학번)
- 2002.2.           사법연수원 수료(제31기)
- 2002.2~2004.2 서울중앙지방검찰청 검사 신규임용
- 2004.2~2006.2 대전지방검찰청 공주지청 검사
- 2006.2~2008.2 제주지방검찰청 검사
- 2008.2~2010.2 창원지방검찰청 검사
- 2010.2~2012.2 법무부 범죄예방기획과 검사
- 2012.2~2013.2 주 호치민 총영사관 파견
- 2013.2~2014.2 서울서부지방검찰청 검사 (파견 복귀)
- 2014.2~2014.8 대검찰청 검찰연구관 직무대리
- 2014.2~2017.8 대검찰청 검찰연구관
- 2017.8~2018.7 제57대 창원지방검찰청 밀양지청 지청장
- 2018.8~2019.8 서울북부지방검찰청 기업·부동산범죄전담부(형사제6부) 부장검사
- 2019.8~2020.9 대검찰청 정책기획과 과장 (윤석열 대검찰청 총장 시기)
- 2020.9~2021.7 서울서부지방검찰청 형사제1부 부장검사
- 2021.7~2022.7 서울중앙지방검찰청 형사제2부 부장검사 (식품·보건·의료·원료·제조물 결함 사건 중대재해 전담검사)
- 2022.7~2023.9. 대검찰청 대변인
- 2023.9~2024.5. 서울중앙지방검찰청 제2차장검사. (산하담당 : 금융·기업범죄전담부(형사제7부), 건설·부동산범죄전담부(형사제8부) 보험·사행행위범죄전담부(형사제9부),조세범죄조사부, 여성아동범죄조사제1부, 여성아동범죄조사제2부, 공판제2부, 공판제3부, 중요경제범죄조사단, 사무국.)
- 2024.5.~ 서울고등검찰청 차장검사 (검사장)